# Bart D. Ehrman
Bart Denton Ehrman (Lawrence (Kansas), 5 oktober 1955) is een Amerikaans nieuwtestamenticus en historicus. Hij werd in 2003 hoogleraar godsdienstwetenschap op de James A. Gray-leerstoel aan de Universiteit van North Carolina te Chapel Hill. Ehrman is een prominent agnostisch Bijbelonderzoeker met meer dan 25 geschreven en bewerkte boeken op zijn naam, onder meer drie academische leerboeken. Een breed publiek bereikte hij met enkele bestsellers en door zijn openbaar debat met andere geleerden. Ehrman werkt aan tekstkritiek van het Nieuwe Testament, de historische Jezus en de ontwikkeling van het vroege christendom.

## Levensloop

### Opleiding en levensbeschouwing
Ehrman groeide op in Lawrence (Kansas), waar hij op de Lawrence High School zat en in 1973 lid was van een debatteerclub, het state champion debate-team. Aan het Moody Bible Institute begon hij zijn studie van de Bijbel en zijn oorspronkelijke talen Hebreeuws en Oud-Grieks. In 1978 studeerde hij af aan het Wheaton College in Illinois. Hij behaalde zijn PhD en Master of Divinity (master in theologie) aan het Princeton Theological Seminary, waar hij studeerde bij Bruce Metzger. Hij verkreeg voor zowel zijn BA in 1978 als zijn PhD in 1985 magna cum laude.
Ehrman werd als tiener evangelisch christen. In zijn boeken vertelt hij dat hij in zijn jeugdig enthousiasme als zogeheten wedergeboren christen (en christenfundamentalist) ervan overtuigd was dat God de woorden van de Bijbel had geïnspireerd en de teksten had behoed voor fouten. Omdat hij de oorspronkelijke Bijbelteksten wilde begrijpen ging hij klassieke talen en tekstkritiek bestuderen. In de masterfase van zijn opleiding raakte hij ervan overtuigd dat er daadwerkelijk tegenstrijdigheden in de Bijbelse handschriften voorkwamen. Hij is daarna nog 15 jaar vrijzinnig christen gebleven, maar werd ten slotte agnost nadat hij had geworsteld met het filosofische probleem van het lijden.

### Carrière
Ehrman is sinds 1988 werkzaam aan de Universiteit van North Carolina te Chapel Hill. Voordien werkte hij vier jaar aan de Rutgers-universiteit. Hij ontving diverse prijzen voor zijn onderwijs en academische verdiensten. Ehrman is redacteur van academische boekenreeksen en tijdschriften.
Ehrman houdt vaak lezingen in de Verenigde Staten en nam deel aan verscheidene openbare debatten, zoals met Richard Swinburne, William Lane Craig, Dinesh D'Souza, Mike Licona, Craig A. Evans, Daniel B. Wallace, Peter J. Williams, James White en Darrell Bock.
In 2006 en 2009 trad Ehrman op tv op in The Colbert Report en The Daily Show om respectievelijk zijn boeken De evolutie van de Bijbel (Engelse titel: Misquoting Jesus) en Jesus, Interrupted te promoten.

## Werk
Ehrman heeft meer dan 25 boeken op zijn naam staan over het Nieuwe Testament en het vroege christendom op zowel academisch als populair niveau, waaronder vier New York Times bestsellers: De evolutie van de Bijbel, Jesus, Interrupted, God's Problem en Forged. Het merendeel van zijn werk gaat over tekstkritiek en het Nieuwe Testament. Zijn boeken zijn in 27 talen vertaald.
In The Orthodox Corruption of Scripture (1996) stelt Ehrman dat er een nauw verband bestaat tussen de sociologische geschiedenis van het vroege christendom en de totstandkoming van het Nieuwe Testament. Hij gaat na hoe vroege twisten tussen christelijke ‘heterodoxie’ en ‘orthodoxie’ (rechtzinnigheid) de overdracht van de manuscripten beïnvloedden. Ehrman wordt vaak beschouwd als een pionier in het leggen van verbanden tussen de geschiedenis van de vroege Kerk en tekstvarianten in de Bijbelmanuscripten, en voor zijn introductie van de term 'proto-orthodox christendom' (rechtzinnig christendom voordat die stroming dominant was).
In Jesus: Apocalyptic Prophet of the New Millennium (1999) betoogt Ehrman dat de historische Jezus een apocalyptische prediker was, en dat zijn apocalyptische overtuigingen vastgelegd zijn in de vroegste christelijke documenten: het Evangelie volgens Marcus en de authentieke brieven van Paulus. De eerste christenen geloofden dat Jezus weldra zou terugkeren en hun overtuigingen worden weerspiegeld in de oudste christelijke geschriften.
In De evolutie van de Bijbel (Misquoting Jesus, 2005) bespreekt Ehrman nieuwtestamentische tekstkritiek. Hij biedt een overzicht van de ontwikkeling van de nieuwtestamentische manuscripten en de oorzaken van overschrijffouten.
In Jesus, Interrupted (2009) beschrijft hij de vooruitgang die academici hebben geboekt in hun Bijbelonderzoek in de laatste tweehonderd jaar. Deze zijn vaak onbekend bij een breed publiek. Ehrman wijst op de verscheidenheid aan opvattingen in het Nieuwe Testament en legt uit dat er boeken in het Nieuwe Testament staan die weliswaar in naam van de apostelen geschreven werden, maar in feite op schrift werden gesteld door christelijke auteurs die decennia later leefden. Verder bespreekt Ehrman de uitvinding van christelijke doctrines, zoals het idee van een lijdende messias, de goddelijke natuur van Jezus en de drievuldigheid.
In Forged (2011) beschrijft Ehrman de gangbare wetenschappelijk opvatting dat een aantal boeken in het Nieuwe Testament niet van de veronderstelde auteur zijn. Hij laat zien hoe wijdverbreid het gebruik van vervalsingen was bij vroegchristelijke auteurs en hoe deze werkwijze in de Grieks-Romeinse wereld veroordeeld werd als bedrieglijk en onwettig. Ehrman betoogt dat de gangbare term voor verkeerd toegeschreven Bijbelboeken, pseudepigrafen, en de gangbare bewering dat dit in de oudheid een gebruikelijke praktijk was, de werkelijkheid verbloemen: het gaat om vervalsingen, en dat werd altijd afgekeurd bij ontdekking. Zijn academische werk Forgery and Counterforgery gaat over dezelfde problematiek. 
Hoewel Ehrman meestal breed aanvaarde wetenschappelijke opvattingen aan een breder publiek uitlegt, stuiten zijn boeken op weerstand bij sommige groepen. Christelijke fundamentalisten waarschuwen tegen zijn boeken over tekstkritiek en de geschiedenis van het christendom. Activistische atheïsten en bepaalde aanhangers van esoterisch gedachtegoed hebben kritiek op Ehrmans verdediging van de wetenschappelijke consensus over het bestaan van Jezus. In 2012 publiceerde Ehrman Did Jesus Exist? waarin hij de gangbare wetenschappelijke opvatting verdedigt dat Jezus van Nazareth echt bestaan heeft. Hij bestreed de theorie van de Jezusmythe die Jezus als een volledig verzonnen figuur beschouwt. 
Als antwoord op dit boek publiceerde atheïstisch activist Richard Carrier in april 2012 een uitvoerige kritiek. Ehrman beantwoordde op zijn website vooral de aanklacht van Carrier dat Ehrmans boek feitelijke fouten bevatte. In 2013 kwam het boek Bart Ehrman and the Quest of the Historical Jesus of Nazareth: An Evaluation of Ehrman's Did Jesus Exist? uit als repliek op Did Jesus Exist? met bijdragen van Richard Carrier, D.M. Murdock, Earl Doherty, René Salm, David Fitzgerald, Frank R. Zindler en Robert M. Price. Earl Doherty repliceerde met het boek The End of an Illusion: How Bart Ehrman’s “Did Jesus Exist?” Has Laid the Case for an Historical Jesus to Rest.
In 2014 verscheen How Jesus Became God: The Exaltation of a Jewish Preacher from Galilee. Volgens dit boek dacht de apostel Paulus dat Jezus vóór zijn incarnatie als mens op aarde een engel was.

## Filantropie
Bart Ehrman heeft de Bart Ehrman Foundation opgericht om geld in te zamelen voor de bestrijding van armoede, hongersnood en dakloosheid. Hij begon zijn “Christianity in Antiquity (CIA)”-blog in 2012 en al de ingezamelde contributie wordt geschonken aan verscheidene goede doelen. Op zijn blog geeft Ehrman zijn inzichten over het Nieuwe Testament en het vroege christendom, bespreekt zijn boeken en publieke debatten, reageert op andere geleerden en beantwoordt vragen van lezers. In zijn eerste jaar haalde de blog $37.000 op voor goede doelen.

### 1987-2000
- Didymus the Blind and the Text of the Gospels (The New Testament in the Greek Fathers; No. 1). Society of Biblical Literature (1987). ISBN 1-55540-084-1.
- The Text of the New Testament in Contemporary Research: Essays on the Status Quaestionis. Wm. B. Eerdmans Publishing Company (1995). ISBN 0-8028-4824-9.
- The Orthodox Corruption of Scripture: The Effect of Early Christological Controversies on the Text of the New Testament. Oxford University Press, VS [1996] (2011). ISBN 0-19-973978-1.
- After the New Testament: A Reader in Early Christianity. Oxford University Press, VS (1998). ISBN 0-19-511445-0.
- Jesus: Apocalyptic Prophet of the New Millennium. Oxford University Press, VS (1999). ISBN 0-19-512474-X.

### 2001-2010
- Lost Scriptures: Books that Did Not Make It into the New Testament. Oxford University Press, VS (2003). ISBN 0-19-514182-2.
- The New Testament and Other Early Christian Writings: A Reader. Oxford University Press, VS (2003). ISBN 0-19-515464-9.
- The Apostolic Fathers: Volume I. I Clement. II Clement. Ignatius. Polycarp. Didache. Harvard University Press (2003). ISBN 0-674-99607-0.
- The Apostolic Fathers: Volume II. Epistle of Barnabas. Papias and Quadratus. Epistle to Diognetus. The Shepherd of Hermas. Harvard University Press (2003). ISBN 0-674-99608-9.
- Ehrman, Bart, Jacobs, Andrew S. (2003). Christianity in Late Antiquity, 300-450 C.E.: A Reader. Oxford University Press, VS. ISBN 0-19-515461-4.
- The New Testament: A Historical Introduction to the Early Christian Writings. Oxford University Press, VS (2003). ISBN 0-19-515462-2.
- Lost Christianities: The Battles for Scripture and the Faiths We Never Knew. Oxford University Press, VS (2003). ISBN 0-19-514183-0.
- A Brief Introduction to the New Testament. Oxford University Press, VS (2004). ISBN 0-19-516123-8.
- Truth and Fiction in The Da Vinci Code: A Historian Reveals What We Really Know about Jesus, Mary Magdalene, and Constantine. Oxford University Press, VS (2004). ISBN 0-19-518140-9.
- Metzger, Bruce M., Ehrman, Bart (2005). The Text of the New Testament: Its Transmission, Corruption, and Restoration. Oxford University Press, VS. ISBN 0-19-516667-1.
- Misquoting Jesus: The Story Behind Who Changed the Bible and Why. HarperSanFrancisco (2005). ISBN 0-06-073817-0.
  - Nederlandse vertaling: De evolutie van de Bijbel: Wie veranderde de tekst van Bijbel en waarom?. Kosmos Uitgevers (2007). ISBN 9043909580.
- Peter, Paul, and Mary Magdalene: The Followers of Jesus in History and Legend. Oxford University Press, VS (2006). ISBN 0-19-530013-0.
- The Lost Gospel of Judas Iscariot: A New Look at Betrayer and Betrayed. Oxford University Press, VS (2006). ISBN 978-0-19-531460-1.
- God's Problem: How the Bible Fails to Answer Our Most Important Question – Why We Suffer. HarperCollins, VS (2008). ISBN 978-0-06-117397-4.
- Jesus, Interrupted: Revealing the Hidden Contradictions in the Bible (And Why We Don't Know About Them). HarperCollins, VS (2009). ISBN 978-0-06-117394-3.

### 2011-2023
- Forged: Writing in the Name of God—Why the Bible's Authors Are Not Who We Think They Are. HarperCollins, VS (2011). ISBN 978-0-06-201261-6.
- Ehrman, Bart, Pleše, Zlatko (2011). The Apocryphal Gospels: Texts and Translations. Oxford University Press, VS. ISBN 978-0-19-973210-4.
- Did Jesus Exist?:The Historical Argument for Jesus of Nazareth. HarperCollins, VS (2012). ISBN 978-0-06-220460-8.
- Forgery and Counterforgery: The Use of Literary Deceit in Early Christian Polemics. Oxford University Press, VS (2012). ISBN 978-0-19-992803-3.
- The Bible: A Historical and Literary Introduction. Oxford University Press, VS (2013). ISBN 978-0-19-530816-7.
- The Other Gospels: Accounts of Jesus from Outside the New Testament. Oxford University Press, VS (2013). ISBN 978-0199335220.
- How Jesus Became God: The Exaltation of a Jewish Preacher from Galilee. HarperOne, VS (2014). ISBN 978-0061778186.
- Jesus Before the Gospels: How the Earliest Christians Remembered, Changed, and Invented Their Stories of the Savior. HarperOne, VS (2016). ISBN 978-0-06-228520-1.
- The Triumph of Christianity. How a Forbidden Religion Swept the World. Simon & Schuster, VS (2018). ISBN 1501136704.
- Heaven and Hell: A History of the Afterlife. Simon & Schuster, VS (2020). ISBN 978-1786077202.
- Armageddon: What the Bible Really Says about the End. Simon & Schuster, VS (2023). ISBN 978-1982147990.